# Giải bóng đá vô địch các câu lạc bộ sông Mê Kông 2014
Giải vô địch Toyota các câu lạc bộ bóng đá khu vực sông Mekong 2014 là lần đầu tiên tổ chức của Giải vô địch bóng đá các câu lạc bộ sông Mê Kông. Bao gồm 4 đội bóng là 4 nhà vô địch của các giải đấu hạng cao nhất từ Campuchia, Lào, Myanmar và Việt Nam. Các nhà vô địch tập trung thi đấu tại Việt Nam vào ngày 31 tháng 10 và ngày 2 tháng 11. Các trận đấu được thi đấu loại trực tiếp và bắt đầu từ vòng bán kết. Chức vô địch của giải đấu được tài trợ bởi hãng Toyota.

## Các đội bóng
Danh sách các đội bóng tham dự Toyota Mekong Club Championship 2014.
| Đội bóng           | Liên đoàn | Trình độ chuyên môn               | Huấn luyện viên   | Đội trưởng     |
| ------------------ | --------- | --------------------------------- | ----------------- | -------------- |
| Becamex Bình Dương | Việt Nam  | Vô địch V.League 1 năm 2014       | Nguyễn Thanh Sơn  | Nguyễn Anh Đức |
| Phnom Penh Crown   | Campuchia | Vô địch Cambodian League 2014     | Sam Schweingruber |                |
| Hoàng Anh Attapeu  | Lào       | Vô địch Lao League 2014           | Huỳnh Văn Ảnh     |                |
| Ayeyawady United   | Myanmar   | Vô địch Cúp quốc gia Myanmar 2014 | Min Hlaing        |                |

## Tiền thưởng
| Giải thưởng                | Số tiền thưởng |
| -------------------------- | -------------- |
| Nhà vô địch                | 75.000 USD     |
| Hạng nhì                   | 50.000 USD     |
| Hạng ba                    | 30.000 USD     |
| Hạng tư                    | 10.000 USD     |
| Cầu thủ xuất sắc nhất giải | 3.000 USD      |

## Địa điểm
| Thủ Dầu Một         |
| ------------------- |
| Sân vận động Gò Đậu |
| Sức chứa: 18,250    |
|                     |

## Vòng đấu loại trực tiếp

### Sơ đồ
|  | Bán kết                   | Bán kết          |                          |   | Chung kết | Chung kết |
|  |                           |                  |                          |   |           |           |
|  | 31 tháng 10 – Thủ Dầu Một |                  |                          |   |           |           |
|  |                           |                  |                          |   |           |           |
|  | Ayeyawady United (p)      | 1 (5)            |                          |   |           |           |
|  | Ayeyawady United (p)      | 1 (5)            | 2 tháng 11 – Thủ Dầu Một |   |           |           |
|  | Hoang Anh Attapeu         | 1 (4)            |                          |   |           |           |
|  | Hoang Anh Attapeu         | 1 (4)            | Becamex Bình Dương       | 4 |           |           |
|  | 31 tháng 10 – Thủ Dầu Một |                  | Becamex Bình Dương       | 4 |           |           |
|  |                           | Ayeyawady United | 1                        |   |           |           |
|  | Becamex Bình Dương        | Ayeyawady United | 1                        | 5 |           |           |
|  | Becamex Bình Dương        |                  |                          | 5 |           |           |
|  | Phnom Penh Crown          | 2                |                          |   |           |           |
|  | Phnom Penh Crown          | 2                | Tranh hạng ba            |   |           |           |
|  |                           |                  |                          |   |           |           |
|  | 2 tháng 11 – Thủ Dầu Một  |                  |                          |   |           |           |
|  |                           |                  |                          |   |           |           |
|  | Hoang Anh Attapeu         | 0                |                          |   |           |           |
|  | Hoang Anh Attapeu         | 0                |                          |   |           |           |
|  | Phnom Penh Crown          | 2                |                          |   |           |           |

### Vòng bán kết
| Ayeyawady United                              | 1–1            | Hoang Anh Attapeu                                           |
| --------------------------------------------- | -------------- | ----------------------------------------------------------- |
| Sung-min 67'                                  | Chi tiết Video | Sysoutham 72'                                               |
| Loạt sút luân lưu                             |                |                                                             |
| Lin Oo · Sung-min · Lin Tun · Koné · Lin Aung | 5–4            | Khochalern · Sihavong · Inthilath · Sayyabounsou · Soundala |

| Becamex Bình Dương                                                       | 5–2      | Phnom Penh Crown        |
| ------------------------------------------------------------------------ | -------- | ----------------------- |
| Abass 2' · Trọng Hoàng 41' · Oseni 70' · Công Vinh 88' · Tăng Tuấn 90+1' | Chi tiết | Bosma 66' · Bisan 90+3' |

### Tranh hạng ba
| Hoang Anh Attapeu | 0–2      | Phnom Penh Crown |
| ----------------- | -------- | ---------------- |
|                   | Chi tiết | Bisan 21', 52'   |

### Trận chung kết
| Becamex Bình Dương                          | 4–1      | Ayeyawady United |
| ------------------------------------------- | -------- | ---------------- |
| Oseni 5' · Anh Đức 45+2', 67' · Tấn Tài 74' | Chi tiết | Zaw 8'           |

| Giải vô địch bóng đá các câu lạc bộ sông Mê Kông 2014 Becamex Bình Dương Lần đầu tiên |

## Danh sách ghi bàn
3 bàn thắng
- George Bisan

2 bàn thắng
- Nguyễn Anh Đức
- Ganiyu Oseni

1 bàn thắng
- Shim Un-seob
- Phonepaseuth Sysoutham
- Abass Cheikh Dieng
- Nguyễn Trọng Hoàng
- Koen Bosma
- Lê Công Vinh
- Nguyễn Tăng Tuấn
- Thiha Zaw
- Nguyễn Anh Đức
- Lê Tấn Tài